# Ханаґурума Ю
Ю Ханаґурума (…) — японський плавець, призер чемпіонату світу.